# Женска кошаркашка репрезентација Турске
Женска кошаркашка репрезентација Турске представља Турску на међународним кошаркашким такмичењима.

## Учешћа на међународним такмичењима

### Олимпијске игре
| Година         | Турнир                | Пласман               | ИГ                    | П                     | И                     | ДК                    | ПК                    | Разл.                 |
| -------------- | --------------------- | --------------------- | --------------------- | --------------------- | --------------------- | --------------------- | --------------------- | --------------------- |
| 1976. до 2008. | Није се квалификовала | Није се квалификовала | Није се квалификовала | Није се квалификовала | Није се квалификовала | Није се квалификовала | Није се квалификовала | Није се квалификовала |
| 2012.          | Четвртфинале          | 5. место              | 6                     | 4                     | 2                     | 406                   | 382                   | +24                   |
| Укупно         | 1/10                  |                       | 6                     | 4                     | 2                     | 406                   | 382                   | +24                   |

### Светска првенства
| Година         | Турнир                | Пласман               | ИГ                    | П                     | И                     | ДК                    | ПК                    | Разл.                 |
| -------------- | --------------------- | --------------------- | --------------------- | --------------------- | --------------------- | --------------------- | --------------------- | --------------------- |
| 1953. до 2010. | Није се квалификовала | Није се квалификовала | Није се квалификовала | Није се квалификовала | Није се квалификовала | Није се квалификовала | Није се квалификовала | Није се квалификовала |
| 2014.          | Kвалификовала се      | Kвалификовала се      | Kвалификовала се      | Kвалификовала се      | Kвалификовала се      | Kвалификовала се      | Kвалификовала се      | Kвалификовала се      |
| Укупно         | 0/16                  |                       |                       |                       |                       |                       |                       |                       |

### Европска првенства
| Година         | Турнир                | Пласман               | ИГ                    | П                     | И                     | ДК                    | ПК                    | Разл.                 |
| -------------- | --------------------- | --------------------- | --------------------- | --------------------- | --------------------- | --------------------- | --------------------- | --------------------- |
| 1938. до 2003. | Није се квалификовала | Није се квалификовала | Није се квалификовала | Није се квалификовала | Није се квалификовала | Није се квалификовала | Није се квалификовала | Није се квалификовала |
| 2005.          | Четвртфинале          | 8. место              | 8                     | 2                     | 6                     | 583                   | 633                   | -50                   |
| 2007.          | Други круг            | 9. место              | 6                     | 2                     | 4                     | 394                   | 432                   | -38                   |
| 2009.          | Други круг            | 9. место              | 6                     | 3                     | 3                     | 372                   | 395                   | -23                   |
| 2011.          | Финале                | 2. место              | 9                     | 5                     | 4                     | 545                   | 538                   | +7                    |
| 2013.          | Утакмица за 3. место  | 3. место              | 9                     | 7                     | 2                     | 592                   | 484                   | +108                  |
| 2015.          | Квалификовала се      | Квалификовала се      | Квалификовала се      | Квалификовала се      | Квалификовала се      | Квалификовала се      | Квалификовала се      | Квалификовала се      |
| Укупно         | 5/34                  |                       | 38                    | 19                    | 19                    | 2486                  | 2482                  | +4                    |